# Теодор (антипапа)
Теодор (антипапа) (лат. Theodorus) — двічі обирався папою Римським у 687 році, після смерті пап Іоанна V та Конона. Проте двічі зрікся престолу на користь, відповідно, Конона та Сергія I. У другій спробі його ого суперником був також Пасхалій (антипапа).